# 라자스탄주
라자스탄주(힌디어: राजस्थान)는 인도에서 가장 면적이 넓은 주이다. 서쪽에는 파키스탄과 국경을 접하며 남서쪽에 구자라트 주, 남동쪽에 마디아프라데시 주 동쪽에 우타르프라데시 주 북동쪽에 하리아나 주 북쪽에 펀자브 주와 맞닿아 있다.
주도는 자이푸르다. 라자스탄의 아라발리 산맥이 북동-남서 방향으로 뻗어있으며, 서부에는 타르 사막이, 동부에는 두 개의 국립 호랑이 보호구역과 케올라데오 국립공원이 있다.

## 경제
1차산업이 큰 비중을 차지하며 그 중 밀, 보리, 콩, 사탕수수, 지방종자를 많이 산출한다. 면화와 담배가 상품작물이다. 라자스탄은 인도에서 모섬유와 식용기름을 가장 많이 생산하고 폴리에스터와 지방종자를 두번째로 가장 많이 생산한다.

## 구역
라자스탄에는 총 32개의 군이 있으며, 다음과 같은 7개 구역으로 나뉜다.
- 아지메르 구역 : 아지메르, Bhilwara, Nagaur, Tonk.
- 바랏푸르 구역 : 바랏푸르, Dholpur, Karuali, Swai Madhopur.
- 비카네르 구역 : 비카네르, Churu, Sri Ganganagar, Hanumangarh.
- 자이푸르 구역 : 자이푸르, Alwar, Jhunjhunu, Sikar, Dausa.
- 조드푸르 구역 : Barmer, 자이살메르, Jalore, 조드푸르, Pali, Sirohi.
- 코타 구역 : Baran, Bundi, Jhalawar, 코타.
- 우다이푸르 구역 : Banswara, Chittorgarh, Dungarpur, 우다이푸르, Rajsamand.

## 인구
| 연도    | 인구       | ±% p.a. |
| ------- | ---------- | ------- |
| 1901    | 10,294,090 | —       |
| 1911    | 10,983,509 | +0.65%  |
| 1921    | 10,292,648 | −0.65%  |
| 1931    | 11,747,974 | +1.33%  |
| 1941    | 13,863,859 | +1.67%  |
| 1951    | 15,970,774 | +1.42%  |
| 1961    | 20,155,602 | +2.35%  |
| 1971    | 25,765,806 | +2.49%  |
| 1981    | 34,261,862 | +2.89%  |
| 1991    | 44,005,990 | +2.53%  |
| 2001    | 56,507,188 | +2.53%  |
| 2011    | 68,548,437 | +1.95%  |
| source: |            |         |